# Abbaye de Glayo
La terre de l'abbaye de Glayo est donnée aux moines de Saint-Jacut en 1092. Puis les moines bénédictins l'échangent avec les cisterciens de l'abbaye Saint-Aubin des Bois en 1159. Le bien devient une grange cistercienne nommée abbaye de Gleyo, Glermoin, Glermoyne, puis simplement la « métairie de l'abbaye » à l'époque moderne jusqu'à la Révolution française.
L'enclos de la grange se trouvait sur l'ancienne paroisse de Pléhérel. Actuellement, l'enclos est toujours visible dans le bourg de Fréhel. Il comprenait un manoir, des bâtiments agricoles, un colombier et un fournil à l'entrée. La « rue de la Grande Abbaye » et la « rue de la Petite Abbaye » à Fréhel gardent le souvenir de l'abbaye de Glayo.